# Primaniacs
primaniacs（プリマニアックス）は、株式会社まさめやが運営するキャラクターフレグランス専門店。

## 概要
アニメやコミックなどのキャラクターをイメージした香水を企画・製造・販売するブランド。
本店は、東京・銀座にある。
取り扱っているキャラクターフレグランスは全て株式会社まさめやが企画・製造した商品であり、一般的な玩具店などでは販売されていないものが多い。